# De dietrich
De dietrich é uma empresa francesa fundada em 1684, especializada na fabricação de electrodomésticos, material ferroviário e equipamentos de aquecimento.